# Збориште (врх)
Збориште је планински врх на Тари, достиже 1.544 m и то је уједно и највиши врх планине Таре. Обрастао је четинарима, а на самом врху постоји леп видиковац са кога се могу видети црногорске планине: Маглић, Биоч и Волујак, па све до Романије и Јахорине у Босни.